# Hohenbergia lanata
Hohenbergia lanata är en gräsväxtart som beskrevs av Edmundo Pereira och Moutinho. Hohenbergia lanata ingår i släktet Hohenbergia och familjen Bromeliaceae. Inga underarter finns listade i Catalogue of Life.